# 3C 273
3C 273 är en kvasar belägen i centrum av en gigantisk elliptisk galax i stjärnbilden Jungfrun som klassificeras som en blasar. Den var den första kvasaren som någonsin identifierats och är den visuellt ljusaste kvasaren på himlen sedd från jorden, med en skenbar visuell magnitud på 12,9. Det härledda avståndet till objektet är 749 megaparsek (2,4 miljarder ljusår). Massan av dess centrala supermassiva svarta hål är ungefär 900 miljoner gånger solens massa. Den är också ett av de ljusstarkaste objekten vi känner till i universum, med en absolut magnitud på -26,7. Det innebär att om kvasarens samlade ljus packades ihop till ett punktobjekt och placerades på 10 parsecs avstånd, det vill säga standarden för mätning av absolut magnitud, skulle 3C 273 på detta avstånd lysa lika starkt som solen.

## Observation
3C 273 är synlig från mars till juli på både norra och södra halvklotet. Den är belägen i Jungfruns stjärnbild och är tillräckligt ljusstark för att observeras med ett 150 mm amatörteleskop. Delvis på grund av dess radioljusstyrka och dess upptäckt som den första identifierade kvasaren används 3C 273:s rektascension i den femte fundamentala katalogen (FK5) för att standardisera positionerna för 23 extragalaktiska radiokällor som används för att definiera det internationella himmelska referenssystemet (ICRS).
Med tanke på dess avstånd från jorden och visuella magnitud är 3C 273 det mest avlägsna himmelsobjekt som amatörastronomer sannolikt ser genom sina teleskop.

## Egenskaper

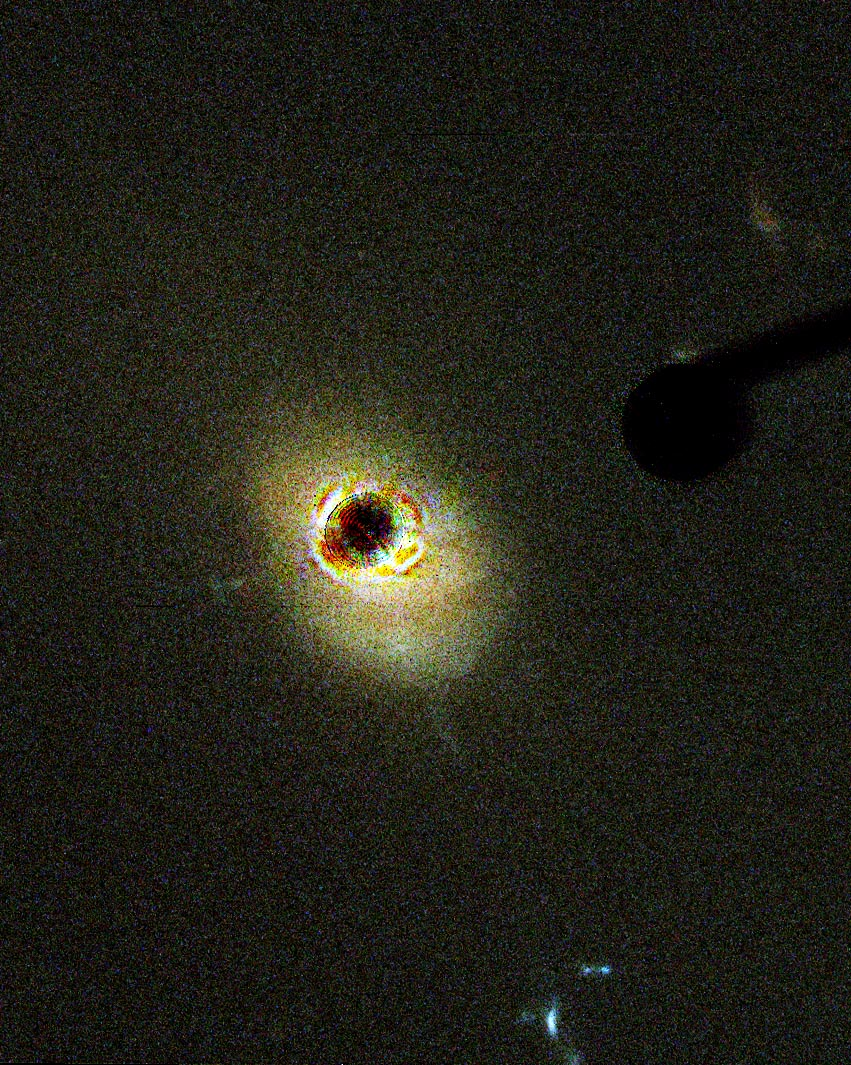
3C 273 avbildad med Hubbleteleskopets avancerade kamera för kartläggning. Ljus från den ljusa kvasarkärnan blockeras av en koronagraf så att den omgivande värdgalaxen lättare kan ses. Bild: NASA/ESA

Detta är den optiskt ljusaste kvasaren på himlen från jorden med en skenbar visuell magnitud på ca 12,9, och en av de närmaste med en rödförskjutning, z, på 0,158. Ett luminositetsavstånd på DL = 749 megaparsek (2,4 miljarder ljusår) kan beräknas från z. Med hjälp av parallaxmetoder med Very Large Telescope-interferometern ger man en avståndsuppskattning på 1,80 +0,32−0,28 miljard ljusår  (552 +97−79 mega parsec).
Den är en av de mest ljusstarka kvasarerna som är kända, med en absolut magnitud på −26,7, vilket betyder att om den bara var lika avlägsen som Pollux (ca 10 parsek) skulle den se nästan lika ljus ut på himlen som solen. Eftersom solens absoluta magnitud är 4,83, betyder det att kvasaren är över 4 biljoner gånger mer ljusstark än solen vid synliga våglängder.
Luminositeten hos 3C 273 varierar vid nästan alla våglängder, från radiovågor till gammastrålning, på tidsskalor från några dygn till årtionden. Polarisering med sammanfallande orientering har observerats med radio-, infrarött och optiskt ljus som emitteras från en storskalig jetstråle. Dessa emissioner är därför nästan säkert synkrotroniska till sin natur. Strålningen skapas av en stråle av laddade partiklar som rör sig med relativistiska hastigheter. VLBI-radioobservationer av 3C 273 har visat egenrörelse hos några av de radioemitterande områdena, vilket ytterligare tyder på närvaron av relativistiska materialstrålar.
Detta är en prototyp av en aktiv galaktisk kärna, som visar att energin produceras genom ackretion av ett supermassivt svart hål (SMBH). Ingen annan astrofysisk källa kan producera den observerade energin. Massan av dess centrala SMBH har uppmätts till 886 ± 187 miljoner solmassor genom bred efterklangskartläggning av emissionslinjer.

### Storskalig jetstråle
Kvasaren har en storskalig synlig jetstråle, som är ca 200 000 ljusår (61 kpc) lång och har en synbar storlek på 23 bågsekunder. Sådana jetstrålar tros skapas genom växelverkan mellan det centrala svarta hålet och ackretionsskivan. År 1995 visade optisk avbildning av jetstrålen med hjälp av Hubbleteleskopet en strukturerad morfologi som bevisas av upprepade ljusa knutar sammanflätade av områden med svag emission. Jetstrålens synvinkel är cirka 6° sett från jorden. Jetstrålen observerades abrupt ändra riktning med en inneboende vinkel på 2° år 2003, vilket är större än jetstrålens inneboende öppningsvinkel på 1,1°. En expanderande kokong av uppvärmd gas genereras av jetstrålen, som kan träffa en lutande gasskiva inuti de centrala ca 6 kpc.

### Värdgalax
3C 273 ligger i centrum av en mycket stor elliptisk galax med en skenbar magnitud på 16 och en skenbar storlek på 29 bågsekunder. Värdgalaxens morfologiska klassificering är E4, vilket anger en måttligt tillplattad elliptisk form. Galaxen har en uppskattad massa på ca 2 × 1011 solmassor.

## Historik
Namnet antyder att det var det 273:e objektet (sorterat efter rektascension) i den tredje Cambridge-katalogen över radiokällor (3C), publicerad 1959. Efter att exakta positioner erhållits med hjälp av månockultation av Cyril Hazard vid Parkes radioteleskop, associerades radiokällan snabbt med en optisk motsvarighet, ett oupplöst stjärnobjekt. År 1963 publicerade Maarten Schmidt och Bev Oke ett par artiklar i tidskriften Nature som rapporterade att 3C 273 har en betydande rödförskjutning på 0,158, vilket placerar den flera miljarder ljusår bort.
Före upptäckten av 3C 273 hade flera andra radiokällor förknippats med optiska motsvarigheter, den första var 3C 48. Dessutom hade många aktiva galaxer felaktigt identifierats som variabla stjärnor, som de berömda BL Lacertae, W Comae Berenices och AU Canum Venaticorum. Man förstod dock inte vad dessa objekt var, eftersom deras spektra skilde sig från de hos några kända stjärnor. Dess spektrum liknade inte det hos några normala stjärnor med typiska stjärnelement. 3C 273 var det första objektet som identifierades som en kvasar – ett extremt ljusstarkt objekt på astronomiskt avstånd.
3C 273 är en radiostrålande kvasar och var också en av de första extragalaktiska röntgenkällorna som upptäcktes 1970. Processen som ger upphov till röntgenstrålningen var dock fortfarande kontroversiell år 2006 när nya observationer rapporterades med Spitzer-rymdteleskopet.